# Titanoboa
Titanoboa (dobesedno »velikanski udav«) je izumrli rod kač, ki so bivale v dobi poznega paleocena pred približno 60–58 milijoni let na ozemlju današnje Kolumbije.
Do sedaj so bili odkriti le fosili vrste T. cerrejonensis. Fosilizirana vretenca Titanoboe so paleontologi odkrili februarja 2009 na severu Kolumbije, natančneje v rudnikih premoga Cerrejón na polotoku Guajira. Glede na primerjavo velikosti najdenih vretenc in vretenc danes živečih anakond naj bi bile te kače dolge do 13 m, tehtale pa naj bi preko 1.100 kg.
Študije kažejo, da naj bi večjo velikost kač dovoljevalo toplejše podnebje, saj naj bi bila povprečna letna temperatura v deževnih gozdovih od 30–34 °C. Današnje povprečne letne temperature se na tem tropskem območju gibljejo okoli 27 °C, zaradi česar kače s tako velikostjo ne bi mogle preživeti. Velikost hladnokrvnih oz. poikilotermnih organizmov, med katere spadajo tudi kače, je namreč odvisna temperature podnebja; tako tudi danes na območju ravnika (ekvatorja) prebivajo hladnokrvni organizmi, ki so večji v primerjavi s tistimi, ki živijo dlje od ravnika na območjih z nižjimi temperaturami.
Ocene takratnih temperatur podnebja so sicer vprašljive. Namreč, po matematičnem modelu, uporabljenem v dotični študiji za izračun temperature podnebja, bi morali biti današnji kuščarji (ki so prav tako hladnokrvni organizmi) veliki do 10 m, vendar nobeden od danes živečih kuščarjev ne doseže take velikosti. Denny s sod. opozarja tudi na to, da je bila proizvodnja toplote zaradi presnove (metabolizma) velikega telesa tako velika, da bi morala temperatura okolice nižja vsaj za 4–6 °C od trenutnih ocen, sicer bi se kača pregrela in poginila.